# Lądek (powiat słupecki)

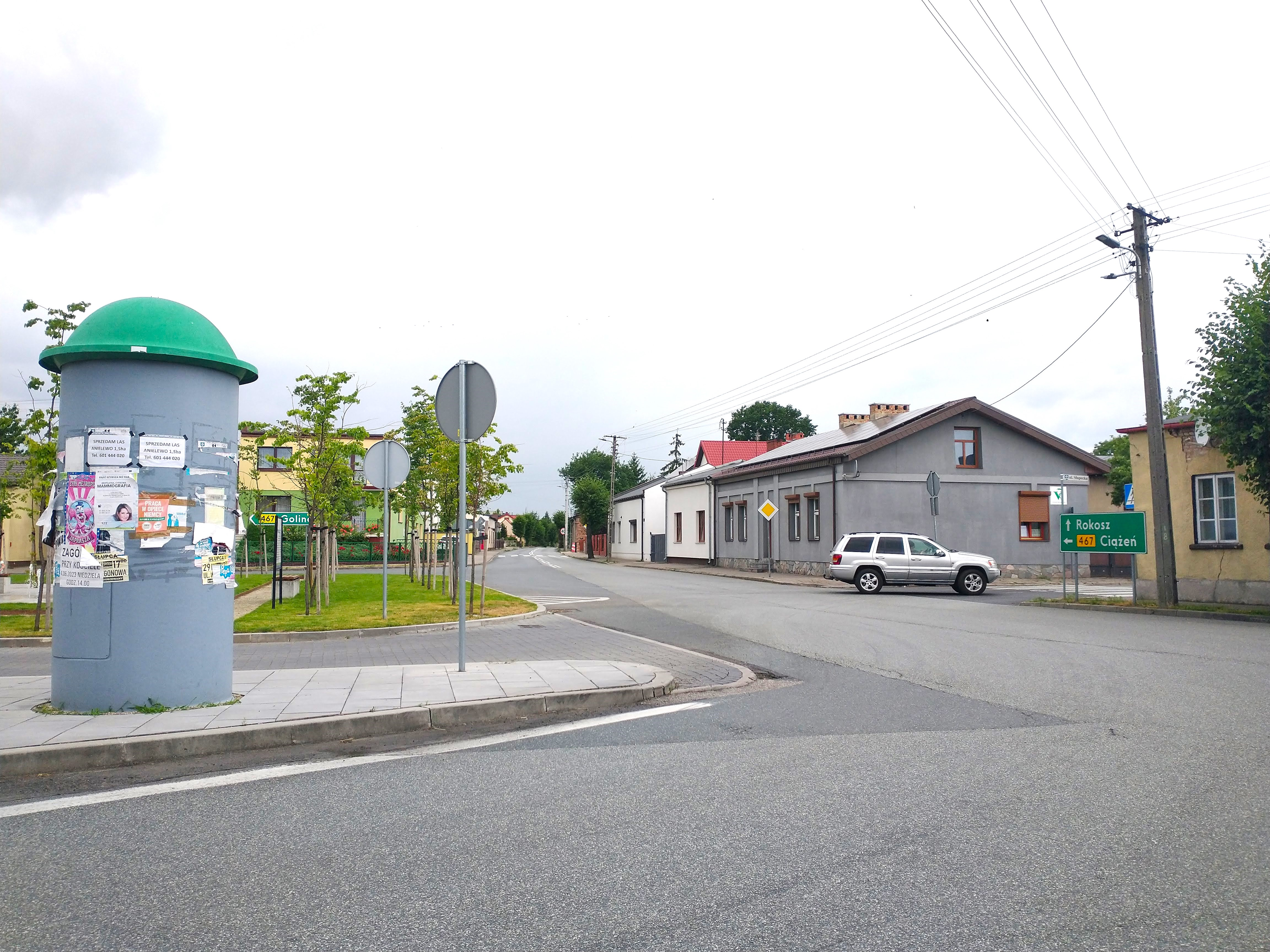
Rynek

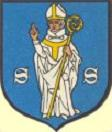
Historyczny herb Lądka

Lądek – wieś (miasto w latach 1418-1870) gminna w Polsce położona w województwie wielkopolskim, w powiecie słupeckim, w gminie Lądek przy drodze wojewódzkiej 467. Wieś jest siedzibą sołectwa Lądek. Miejscowość położona na wysokiej skarpie pradoliny Warty, na obrzeżach Nadwarciańskiego Parku Krajobrazowego.  

## Prawa miejskie
Siedziba gminy Lądek. Dawniej miasto; uzyskał lokację miejską w 1250 roku, jednak nie została ona zrealizowana, ponowna lokacja w 1269 roku, zdegradowany w 1870 roku. Pod koniec XVI wieku jako prywatne miasto duchowne, własność opata cystersów w Lądzie, leżało w powiecie konińskim województwa kaliskiego. 

## Charakterystyka
W miejscowości znajduje się między innymi ośrodek zdrowia i apteka, remiza Ochotniczej Straży Pożarnej, przedszkole, Szkoła Podstawowa im. Wojska Polskiego, urząd pocztowy, Gminny Ośrodek Kultury, oddział Banku spółdzielczego w Słupcy, stadion sportowy. Dawniej istniało Gimnazjum im. Polskiej Organizacji Wojskowej. Na terenie Lądku działa jednostka Ochotniczej Straży Pożarnej, która została założona w 1908 roku. Jednostka ta działa w ramach Krajowego systemu ratowniczo-gaśniczego.

## Kalendarium historyczne
- 1173 – w podrobionym dokumencie Mieszka III Starego wzmianka o miejscowości Consale, Cossale, Cossal, znajdującej się w miejscu obecnego Lądku; była ona ośrodkiem lokalnego handlu solą, wydobywaną w okolicach Wrąbczyna;
- 1213 – w dyplomie Henryka arcybiskupa gnieźnieńskiego, wystawionego dla cystersów w Lądzie, Lądek występuje jako Cossol;
- 1238 – książę śląski Henryk Brodaty umierając przekazał kasztelanię lądzką z Lądkiem swojemu synowi Henrykowi Pobożnemu;
- 1250 – należąca do cystersów z Lądu miejscowość otrzymuje prawa miejskie nadane przez księcia kujawskiego Kazimierza, przy czym cystersi zastrzegają prawo osiedlania się w mieście jedynie dla przybyszów z Zachodu (przede wszystkim niemieckojęzycznych)[6]; miasto otrzymuje nową, niemiecką nazwę Landeck[7]; ze względu na trudności ze sprowadzeniem osadników lokacja miejska kończy się jednak niepowodzeniem;
- 1269 – ponowna lokacja miasta, tym razem z dopuszczeniem osadników polskich;
- 1418 – miejscowość uzyskuje potwierdzenie praw miejskich, przy czym król Władysław Jagiełło zezwala klasztorowi cystersów na przeniesienie miasta z prawa polskiego na niemieckie;
- 1458 – miasto miało obowiązek wysłać na wyprawę malborską dwóch zbrojnych piechurów;
- 1579 – w mieście mieszkało 17 rzemieślników[8];
- 1638 – pierwszy zachowany zapis spolszczonej formy Lądek (metryki zaślubionych parafii zagórowskiej z lat 1592–1662, pisane w języku łacińskim);
- 1656 – szwedzkie wojska niszczą Lądek[8];
- 1713 – w przywileju wydanym przez opata Antoniego Łukomskiego dla Lądku występuje zapis Miasteczko Lądkowskie;
- 1793 – w Lądku mieszkały 324 osoby[8];
- 1798 – rząd pruski rozwiązuje opactwo cysterskie w Lądzie i dokonuje sekularyzacji miasta;
- 1808 – według spisu ludności Księstwa Warszawskiego Lądek miał 368 mieszkańców, dwa lata później – 426 mieszkańców i 72 domy;
- 1827 – Lądek liczy 620 mieszkańców[8];
- 1860 – miasto miało 76 domów (w tym 24 murowane) i 727 mieszkańców (w tym 19 Żydów)[7];
- 1863 – w okolicach Lądku doszło do potyczki pomiędzy powstańcami styczniowymi z oddziału Kazimierza Mielęckiego a Rosjanami[9];
- 1870 – wskutek reformy administracyjnej w Królestwie Polskim Lądek traci prawa miejskie;
- 1902 – Lądek liczy 960 mieszkańców[8];
- 1908 – druh Bronisław Gutowski zakłada jednostkę Ochotniczej Straży Pożarnej;
- 1918 – wśród wydm śródlądowych (dawniejsza nazwa Białe Góry, dzisiaj ze względu na zalesienie Borek Lądkowski) miała miejsce przysięga członków słupeckiego obwodu Polskiej Organizacji Wojskowej;
- 1938 – dzieci ze szkoły w Lądku, bawiące się na wydmie piaszczystej, zwanej Duży Borek, znalazły znaczną liczbę monet i fragmenty granulowanych ozdób, co może być świadectwem przebiegu przez Lądek szlaku rusko-pomorskiego;
- 1939–1945 – miejscowość znajdowała się pod okupacją Niemiec hitlerowskich; miejscowość początkowo otrzymuje nazwę Landorf, a od 1943 Landeck; wobec ludności polskiej wprowadzony został terror, zaś ludność żydowska ulega wymordowaniu; posterunek SS wraz z urzędem gminy umieszczony został w budynku przy ul. Pyzderskiej, mieszczącym obecnie ośrodek zdrowia, pocztę i przedszkole; w 1944 r. rozpoczęto budowę baraków robotniczych (obecnie zaadaptowane na potrzeby biur GS-u), w których miała mieszkać garstka ocalałych mieszkańców Lądku przeznaczonych do pracy – pozostali mieszkańcy mieli zostać zgładzeni w miejscowości Golina (Niemcy nie zdążyli dokończyć budowy krematorium w Golinie, po wojnie budynek został zaadaptowany na zakłady utylizacji)[potrzebny przypis];
- W latach 1954–1972 wieś należała i była siedzibą władz gromady Lądek;
- 1975–1998 – miejscowość należała administracyjnie do województwa konińskiego

## Zabytki
- kościół parafialny pod wezwaniem św. Mikołaja powstały w latach 1760-1777 (przebudowywany w latach 1791-1809 i 1900-1903)
- cmentarz rzymskokatolicki z początku XIX w., na którym znajduje się zbiorowa mogiła powstańców z 1863 roku[8]

## Galeria

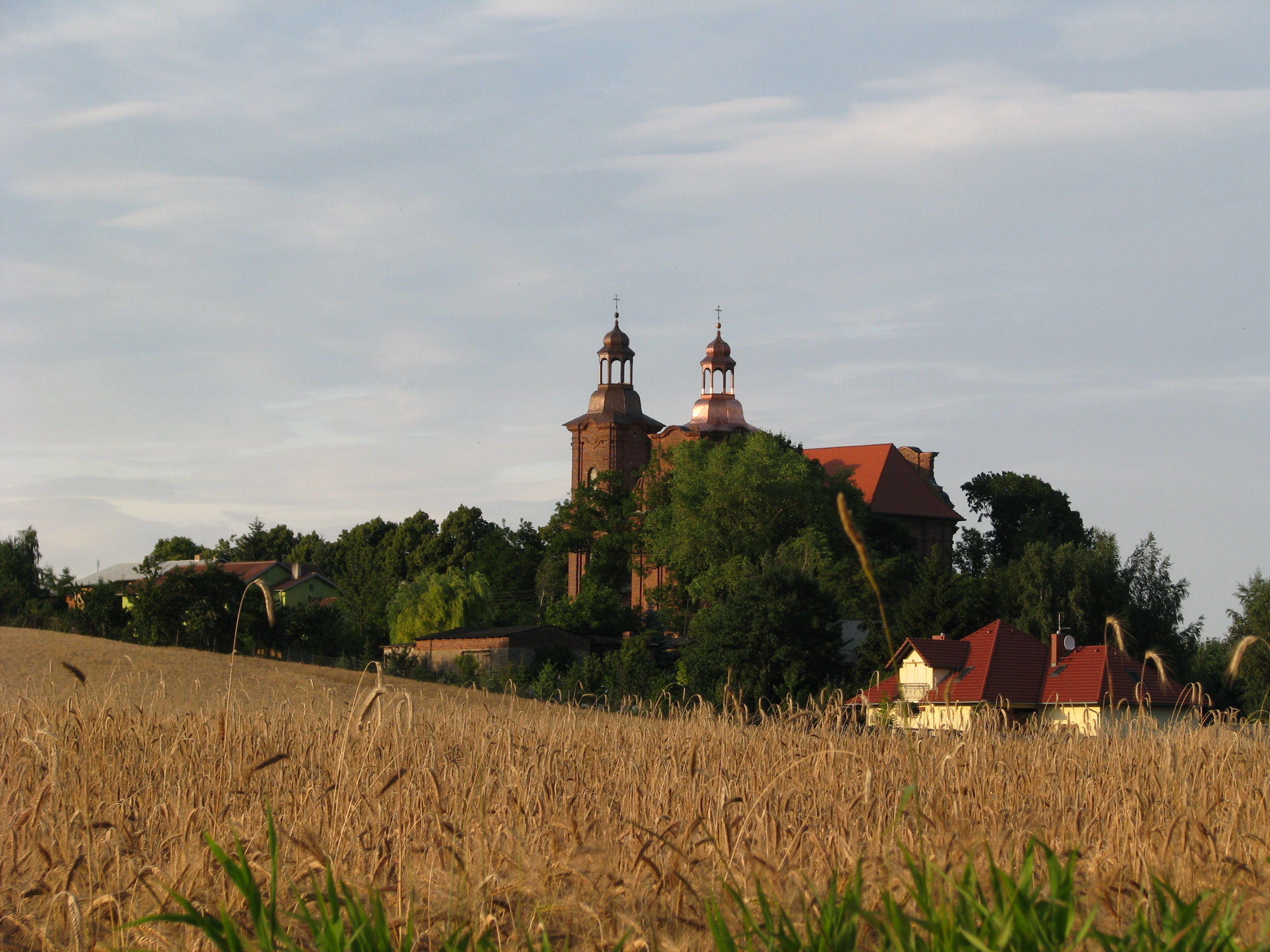
Widok na Lądek z południa, widoczne wieże kościoła św. Mikołaja.
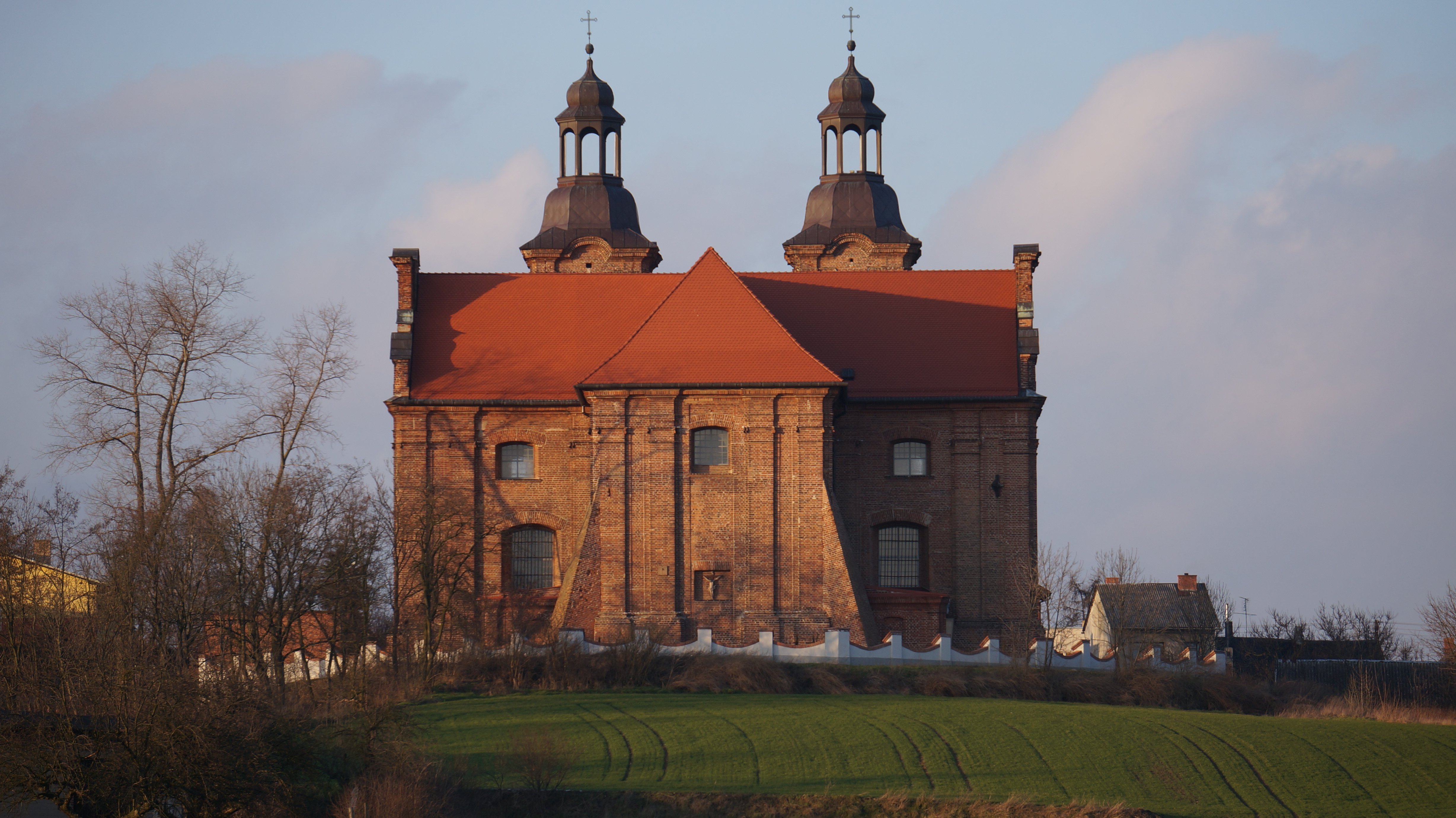
Kościół pw. św. Mikołaja Biskupa w Lądku. Widok od strony południowej.
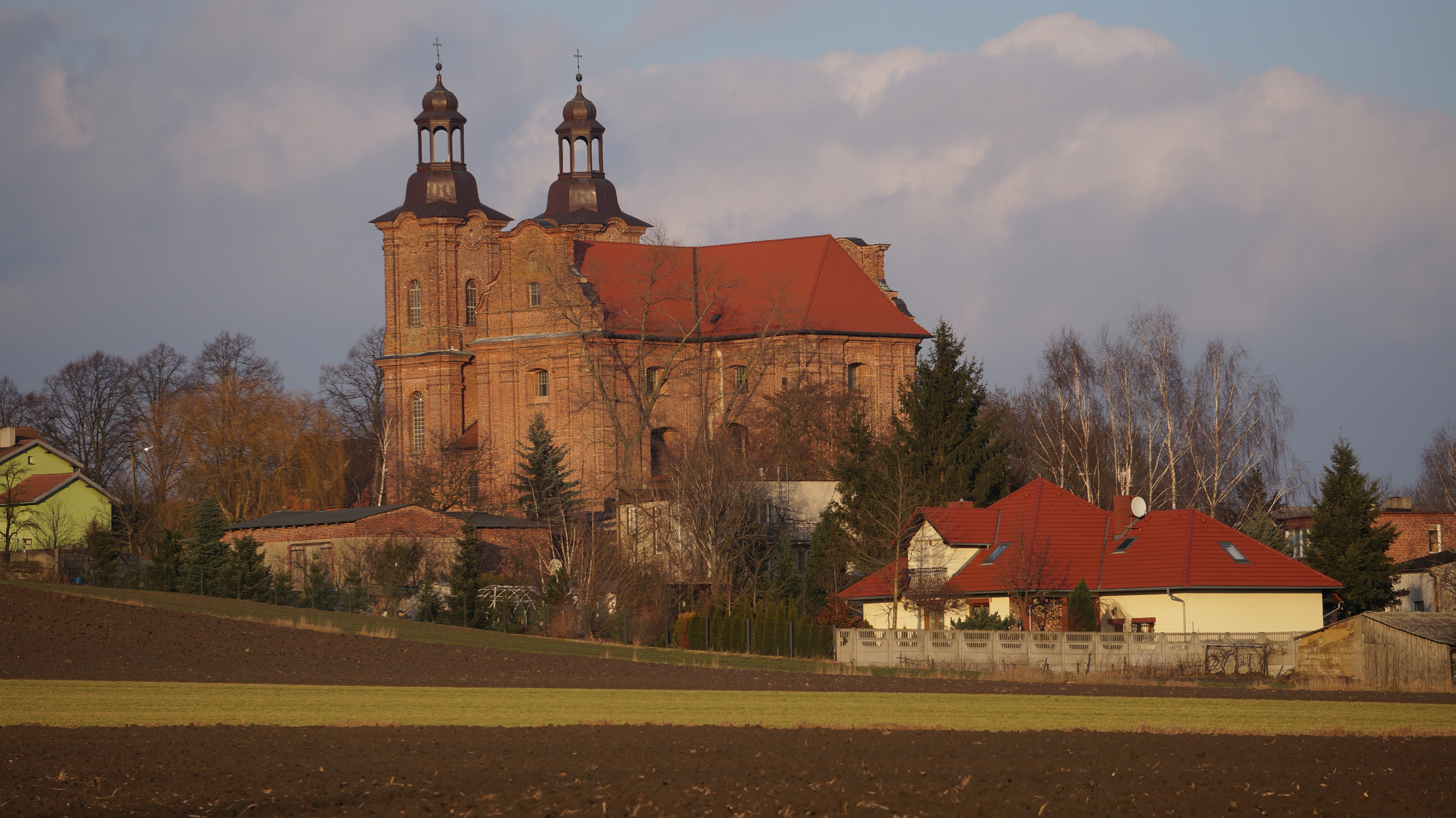
Kościół pw. św. Mikołaja Biskupa w Lądku. Widok od strony południowo-zachodniej.
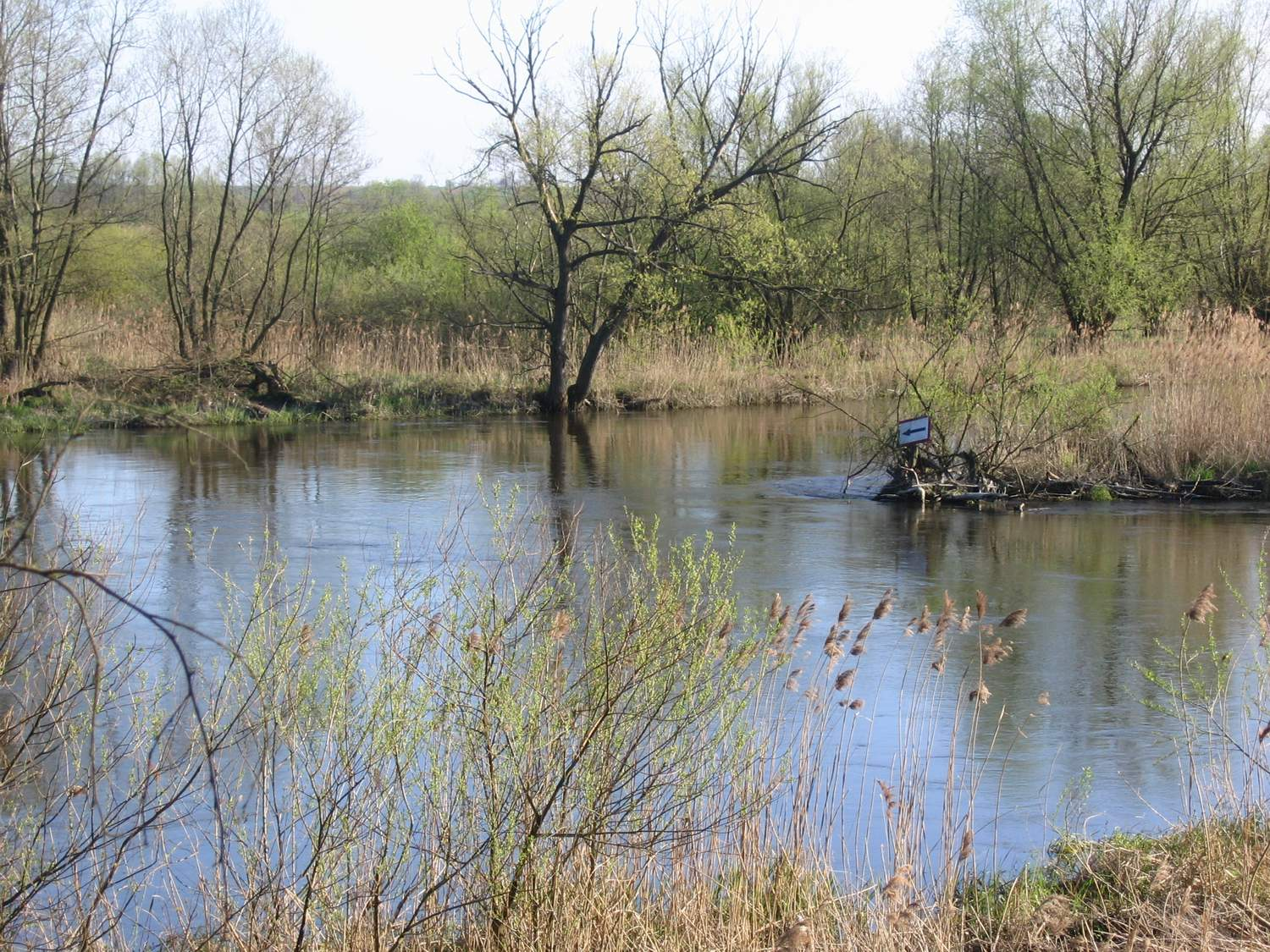
Rzeka Warta w okolicy Lądka
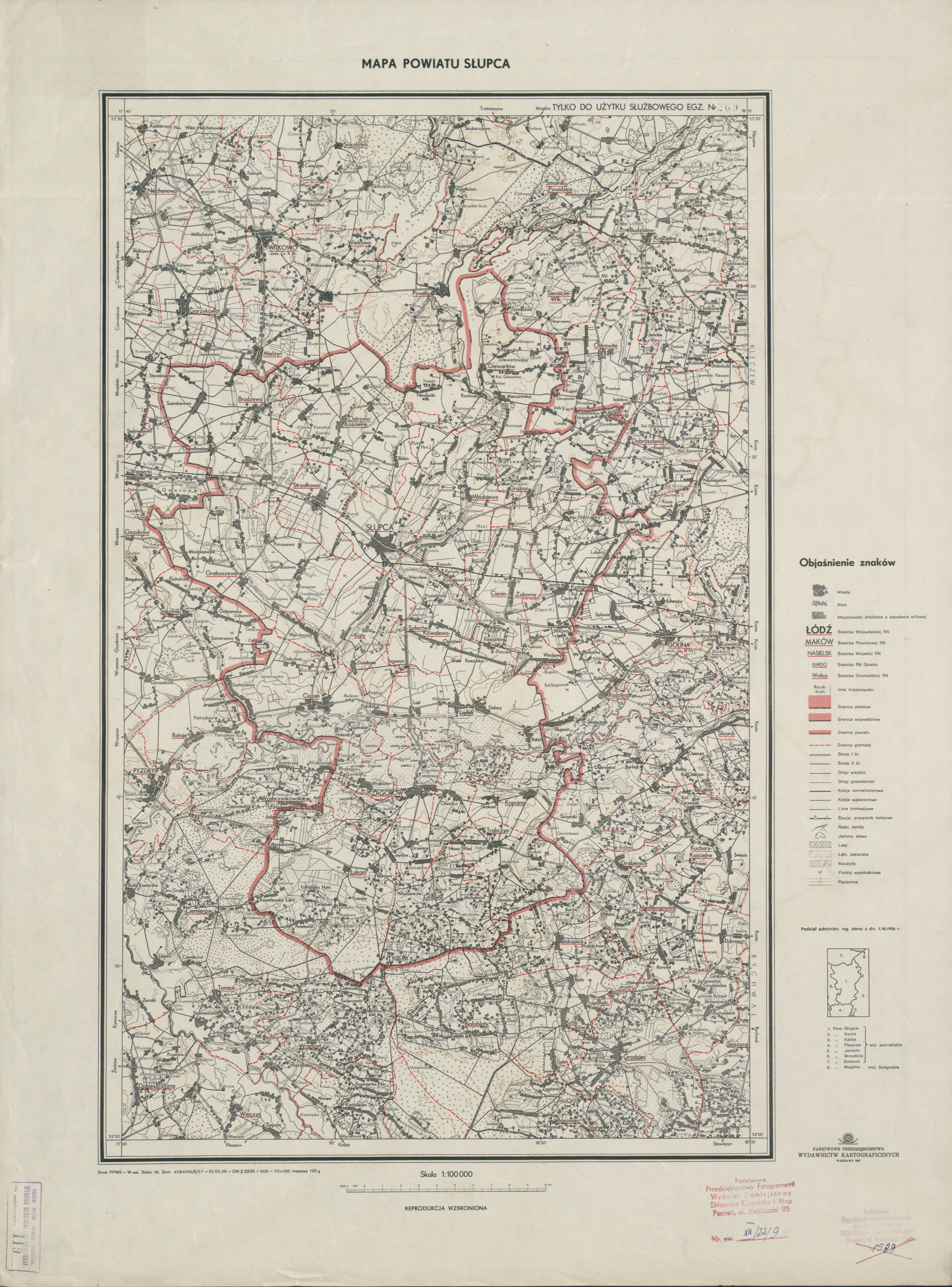
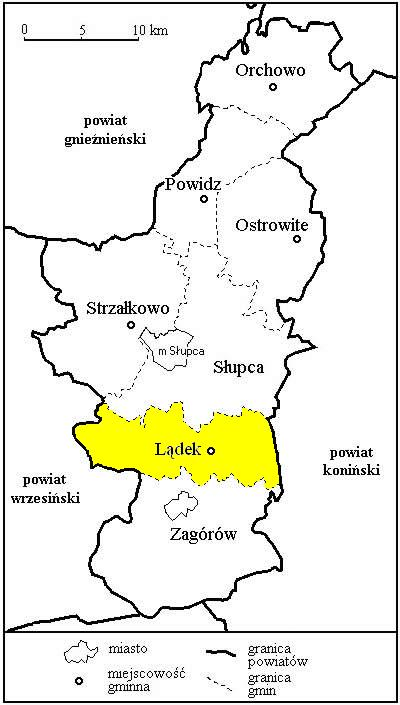
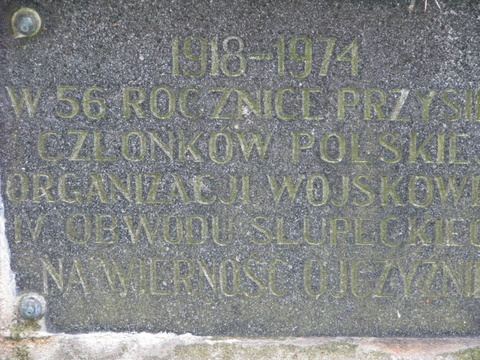
Tablica upamiętniająca przysięgę członków POW